# Жировнице (река)
Жировнице (чеш. Žirovnice, Žirovnička) — река Чешско-Моравской возвышенности в южной части Чехии, левая составляющая Нежарки, протекает по территории Высочины и Южночешского края
Общая протяжённость реки составляет 29,9 км, площадь водосборного бассейна насчитывает 128,8 км². Средний расход воды в устье — 1,03 м³/с.
Жировнице начинается на высоте около 646 м над уровнем моря в горах Йиглавске-Врхи на юго-западе Чешско-Моравской возвышенности. Впадает в Нежарку на высоте 471 м над уровнем моря в населённом пункте Ярошов-над-Нежаркоу.